# Slaveri i Brunei

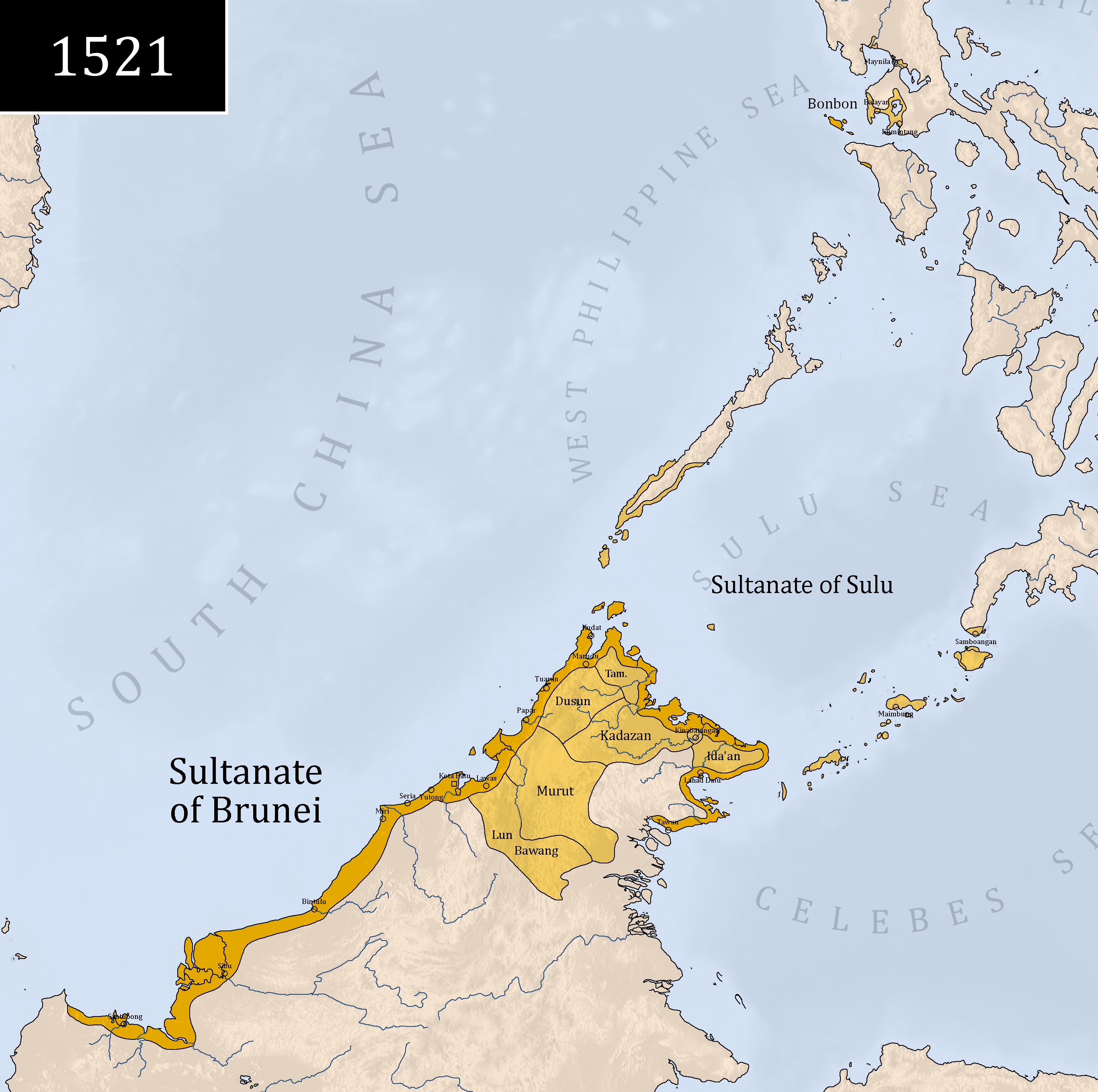
Bruneiska imperiet.

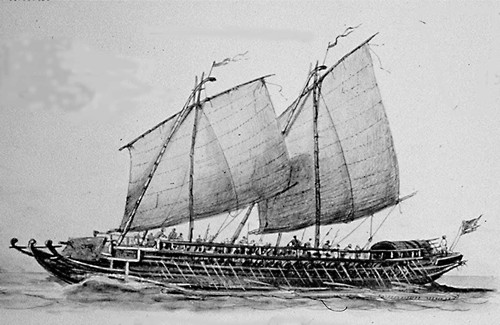
Ett av Iranunfolkets krigsskepp, lanong. Skepp av detta slag användes allmänt för slavräder av piraterna i Suluhavet.

Slaveri i Brunei förbjöds år 1928. Historiskt hade slavar förts till det muslimska sultanatet Brunei genom slavhandel utförd av köpmän och pirater; genom krigföring och slavräder. Så väl som genom beskattning av människor, särskilt då genom tributer från underlydande icke-muslimska stammar. Britterna fick inflytande över sultanatet från 1840-talet, och det ingick i Brittiska Nordborneo som protektorat från 1888. 
Britternas officiella policy var att motverka slaveri. Detta blev framgångsrikt sedan Bruneis ekonomi med start i början av 1900-talet blev alltmer beroende av investeringar i gummi och olja av européerna, som anställde fria arbetare snarare än slavar. Britterna påtvingade slutligen ett förbud mot slaveri år 1928.

## Historik
Under 1500-talet blev Brunei, dess elit och kustland, muslimskt, medan inlandets stammar behöll sin gamla religion. Brunei utsattes för allt starkare brittiskt inflytande från 1840-talet och framåt, och 1888 blev Brunei ett brittiskt protektorat, med brittisk resident från 1906. 

### Slavhandel
Enligt islamisk lag var icke-muslimer legitima att förslava. 
Under 1500-talet noteras att de flesta slavar i Melaka, Patani och Brunei kom från Java (Sunda, Madura och Balamabang) och att de inte tagits som krigsfångar utan importerats av köpmän.
Enligt en engelsk rapport från 1800-talet kom slavar till Brunei från huvudsakligen tre källor: från försäljning av pirater från Sulu eller köpmän; från krigföring och slavräder; och från de icke-muslimska stambyarna.
En vanlig metod från sultanen för att skaffa slavar var en form av påtvingad handel med de underlydande hedniska hövdingarna: om hövdingarna inte kunde erlägga tillräckligt mycket skatt, begärdes istället människor som en form av skatt, något som sågs som legitimt eftersom byborna inte var muslimer.

### Slavmarknad
Ett av användningsområdena för slavar i Brunei var sultanens harem. En brittisk resenär beskrev sultanens harem som det var på 1850-talet som en institution där kvinnorna isolerades så mycket från omvärlden att sultanen till och med utförde reparationsarbeten på byggnaden själv för att han inte ville släppa in hantverkare i byggnaden:
"The harem of the Brunei sultan is no splendind abode It reminds one rather of a barn than of Haroun Alrashid's palace. In a building some seventy feet by forty, fourscore women live - wives, concubines, and slaves. I do not know that any white person has beheld the insde of it, for his majesty carries jealous care to the verge of hypochondria. [...] Putting aside the prosaic question of securing a good meal every day, inmakes of a royal harem who recieve but one setof clothes a year - and those of cotton or cheapest silk - will always be plotting to get finery and cash. The house is old, constantly needing repari, and the sultan will not allow even a carpenter to go inside it.[...] The old monarch handled tools himself, assisted by the female slaves".

### Avvecklingen av slaveriet
Britterna hade en officiell policy att motverka slaveri, men kunde inte införa ett formellt förbud i ett protektorat. År 1880 noterade Londons representant i Brunei att sultanatets pangerans (furstar) fortfarande utförde slavräder mot kompaniets områden och slogs mot brittiska polisen som försökte arrestera dem: "Slave-dealing and kidnapping are part of the Bornean traditions, which must be dealt with by degrees", och att britterna inte kunde hoppas på att utsläcka denna sedvänja som tagit så lång tid för holländarna att bekämpa på Java.
När jordreformen Land Code 1909 förklarade allt land som tidigare var stamland för statlig jord, och olja upptäcktes av British Malayan Ptroleum Company (BMPC) 1929, samtidigt som kungahuset och adeln avstod från sin beskattningsrätt, möjliggjordes europeiska investeringar i gummiplantager och olja, där européer anställde fria arbetare, och slaveriet underminerades. 

### Avskaffande och efterspel
Slaveriet i Brunei avskaffades formellt 1928, samma år som i Sarawak och Brittiska Nordborneo, jämsides med utvecklingen av oljeindustrin och gummiodlingen.
Efter att Female Domestic Service Ordinance 1923 hade införts i Hongkong för att motarbeta och förbjuda Mui Tsai-slavhandeln, förespråkades att denna lag skulle införas även på Brittiska Nordborneo, Brunei och Sarawak, något som också skedde i mitten av 1930-talet. 